# Planetes
Planetes (プラネテス?, Puranetesu) è un manga di genere fantascientifico di Makoto Yukimura serializzato in Giappone da gennaio 1999 a gennaio 2004. La serie è stata in seguito raccolta in quattro volumi tankōbon, pubblicati dal 23 gennaio 2001 al 23 febbraio 2004. L'edizione italiana è stata pubblicata da Panini Comics dal 22 maggio 2003 al 17 febbraio 2005.
In seguito ne è stata tratta una serie televisiva anime realizzata da Sunrise e composta da 26 episodi. È stata trasmessa dalla NHK dal 4 ottobre 2003 al 17 aprile 2004 e distribuita in Italia dalla francese Beez Entertainment in sei DVD nel 2006. Il primo episodio è stato trasmesso da MTV Italia il 29 settembre 2006 durante l'Anime Week e l'intera serie è stata trasmessa da AXN nel contenitore Animax nel 2008. È stato trasmesso in chiaro su Rai 4 il giovedì in seconda serata dal 20 settembre 2012 al 18 aprile 2013. Inoltre è stato trasmesso sul canale internet VVVVID in collaborazione con Dynit nel 2016.
Sia il manga che l'anime sono stati insigniti del prestigioso premio Seiun rispettivamente nel 2002 e nel 2005.

## Trama
Planetes segue la storia di un gruppo di raccoglitori di detriti spaziali della Sezione Space Debris, una unità della multinazionale Technora Corporation, il cui compito consiste nel prevenire danni o distruzioni di satelliti, stazioni orbitanti e navi spaziali da parte di rottami e detriti liberi di vagare lungo l'orbita terrestre (quello che spesso viene anche definito inquinamento spaziale o anche in inglese space debris).
Per farlo si servono di una nave spaziale vecchia di trent'anni, la DS-12, ribattezzata dal proprio equipaggio Toy Box, e di attività extraveicolari cui sono stati precedentemente addestrati. La "Toy Box" in seguito verrà sostituita dalla "Toy Box 2".
La storia si svolge fra il 2075 e il 2080, e la colonizzazione dello spazio sembra essere diventata realtà. Sulla Luna è stata costruita una stazione permanente come punto di partenza per la colonizzazione di Marte e degli altri pianeti del Sistema Solare. Non tutti però sono favorevoli a questa scelta. Organizzazioni clandestine come il "Fronte per la Difesa Spaziale", attivo anche sul versante terroristico, sono decise a contestare le nazioni più potenti del pianeta per impedire all'uomo di sprecare tutte le proprie risorse per la soddisfazione di un desiderio meramente egoistico.
I raccoglitori di debris della Technora si ritroveranno dunque spesso coinvolti nei piani di sabotaggio e nelle azioni dimostrative del gruppo terroristico e saranno costretti a svolgere il proprio lavoro in condizioni altamente proibitive. Ma la storia più che parlare di faide tra organizzazioni o lotte intestine alla Terra, parla semplicemente di loro, dei loro problemi e della loro solitudine. Solo nell'anime la Sezione Debris è considerata la sezione meno importante dell'azienda (spesso viene chiamata in modo dispregiativo "Sezione Han" che in giapponese vuol dire "superficiale", "insignificante", concetto reso nella versione italiana dell'anime col nomignolo di "Mezza Sezione") e i suoi membri sono costretti a lavorare duramente per dimostrare il proprio valore e realizzare i propri sogni.
Gli episodi girano a volte attorno alla raccolta dei detriti, ma più spesso questo pretesto viene utilizzato solo come metodo narrativo per poter sviluppare i personaggi e i loro rapporti affettivi. Lassù, nello spazio, ci si sente piccoli e soli e ci si interroga spesso sul perché della propria esistenza, sul perché della vita umana, e persino sull'esistenza di Dio.
La storia è strutturata in modo da non lasciare nulla al caso: tutte le situazioni descritte si basano su presupposti scientifici veri e delineano un mondo coerente e realistico degno dei migliori romanzi di fantascienza.
Altri elementi di spicco nella trama includono un'imminente missione esplorativa su Giove a bordo della nave sperimentale Von Braun, alimentata da motori tandem-mirror a fusione nucleare 3He, e i tentativi di Hachimaki di entrare a far parte della missione. Molti altri argomenti vengono sviluppati durante la serie contribuendo a svelare il carattere dei protagonisti e le motivazioni che li hanno spinti a raggiungere le stelle.

## Astronavi

### DS-12
La DS-12 (nota anche come Toy box) è una nave spaziale destinata al recupero di spazzatura spaziale, che nel 2075 è in orbita già da più di trent'anni. In realtà esistono due versioni differenti della DS-12. La prima e più vecchia, va distrutta quando Fee la manda contro un satellite per cambiarne la rotta, già dirottata in precedenza dal "Fronte per la difesa stellare", un gruppo terroristico che mirava a provocare la sindrome di Kessler per impedire all'uomo di continuare ad espandersi nello spazio. La Toy box 2 è di dimensioni minori rispetto alla versione precedente ed è tecnologicamente più avanzata. Il contenitore per i rifiuti ha cambiato forma e i macchinari per la raccolta dei detriti si trovano nella parte anteriore.

### Von Braun
La Von Braun è una nave spaziale sperimentale progettata da Werner Rocksmith per raggiungere Giove e deve il suo nome al pioniere dello spazio Wernher von Braun, progettista delle tristemente note V2 naziste e capostipite del programma spaziale statunitense.
La Von Braun è alimentata da motori tandem-mirror a fusione nucleare 3He e dovrebbe poter raggiungere Giove in appena sette anni di viaggio (allo stato attuale delle conoscenze scientifiche non è però possibile la progettazione di una nave simile).
Nelle zone abitative è presente un campo di gravità artificiale ricreato per mezzo della forza centrifuga. Sono presenti inoltre delle Bio-farm, serre automatiche dedicate alla coltivazione dei vegetali e alla vita animale necessari per il sostentamento nutritivo dell'equipaggio.

## Produzione

### Realismo
Diversamente da altri anime e manga ambientati nello spazio, o comunque basati su trame fantascientifiche, Planetes vanta di seguire una descrizione molto realistica dello spazio e del viaggio spaziale, collocandosi così nel genere chiamato fantascienza hard. La storia descrive navi che non emettono suoni nel vuoto e astronauti che soffrono continuamente di malattie dovute alla permanenza nello spazio, come ad esempio avvelenamento da radiazioni, cancro, osteoporosi e problemi psicologici dovuti alla lunga permanenza nel vuoto siderale oltre l'atmosfera terrestre.
Molte delle tecnologie descritte in questo anime sono ispirate a quelle utilizzate nella serie Gundam, ad esempio l'utilizzo della reazione tra Elio-3 e Deuterio per produrre energia o lo sfruttamento di tute con reattori posti sugli arti e sul petto per muoversi in assenza di gravità.
Nono, la ragazza nata sulla Luna, è diventata anormalmente alta a causa della bassa gravità del satellite. Concetti come il movimento in presenza di bassa gravità o l'assenza totale di peso sono illustrati in continuazione e molto naturalmente. Anche la necessità di recuperare i detriti spaziali, tema centrale nella trama di Planetes, è basata su un problema reale e in continuo aumento per gli astronauti dei nostri tempi.
L'opera si ricollega inoltre alla storia della missilistica e del volo spaziale. La sigla di apertura dell'anime è costituita da una sequenza simile a quella della serie televisiva Star Trek: Enterprise ed è costituita da un montaggio di immagini della storia della conquista dello spazio dalla mitologia greca ed egizia sino alla "moderna" ambientazione della serie. Durante la sequenza si susseguono immagini animate di pietre miliari della conquista dello spazio, come i primi test missilistici di Robert Goddard, i missili V2, lo Sputnik 1, il cane Laika, il razzo Vostok, l'Apollo 11, lo Skylab, la Mir, la Stazione spaziale internazionale e lo Space Shuttle Endeavour. Un'altra citazione importante per quanto riguarda l'esplorazione dello spazio è riferita a 2001: Odissea nello spazio di Stanley Kubrick. Riferimenti ai pionieri dello spazio come Konstantin Tsiolkovsky, Robert Goddard, Wernher von Braun e Hermann Oberth sono fatti regolarmente. Lo stesso personaggio di Yuri sembra in effetti essere stato ricalcato sul primo uomo nello spazio, Yuri Gagarin.
L'alta aderenza tecnico-scientifica della serie è dovuta alla collaborazione con l'Agenzia Spaziale Giapponese JAXA. La versione americana del DVD riporta interviste a due scienziati della sezione Detriti Spaziali della NASA. Al tempo entrambi gli scienziati affermarono come l'idea di effettuare un rendezvous con i detriti in orbita fosse inverosimile, poiché avrebbe comportato un notevole consumo di carburante rispetto alla piccola quantità di materiale recuperabile. Oggigiorno però si torna a parlare di missioni di recupero o, per meglio dire, di "active debris removal", più che altro con l'intenzione di rimuovere oggetti particolarmente pericolosi da orbite di particolare interesse. Da notare che uno dei precedenti direttori della sezione detriti orbitali della NASA è stato Donald J. Kessler, lo scienziato che ipotizzò l'omonima sindrome di Kessler, che viene citata numerose volte sia nell'anime che nel manga.

### Tecnica
Yukimura cura in maniera particolareggiata la grafica del mecha design, delle basi e degli ospedali sparsi per la Terra e la Luna. Una cura per il dettaglio maniacale che sembra favorire le macchine a discapito degli stessi personaggi protagonisti, tanto la loro definizione è alta. Il disegno rimane comunque preciso e particolareggiato per tutta la storia.
Il disegno dell'anime si contraddistingue molto visibilmente dalla tecnica impiegata da Yukimura. Alcune delle navi spaziali e delle stazioni orbitanti sono realizzate in 3D servendosi della computer grafica e il disegno dei personaggi tende a rendere ognuno di loro più "adulto" della propria controparte cartacea.

## Manga
Planetes è stato serializzato in Giappone da gennaio 1999 a gennaio 2004 sulla rivista Weekly Morning di Kōdansha. In seguito è stato raccolto in quattro volumi tankōbon, pubblicati dal 23 gennaio 2001 al 23 febbraio 2004. L'edizione italiana è stata pubblicata da Panini Comics dal 22 maggio 2003 al 17 febbraio 2005.
| 1 | 23 gennaio 2001 | ISBN 4-06-328735-1 | 22 maggio 2003   |
| 1 | Capitoli - Phase 1: Un cielo stellato (屑星の空?, Kuzuboshi no sora) - Phase 2: La ragazza extraterrestre (地球外少女?, Chikyūgai shōjo) - Phase 3: Un'umile sigaretta sotto le stelle (ささやかなる一服を星あかりのもとで?, Sasayaka naru - Ippuku o hoshi akari no moto de) - Phase 4: Razzi all'orizzonte (ロケットのある風景?, Roketto no aru fūkei) - Phase 5: Accensione (IGNITION－点火－?, IGNITION － tenka －) |                    |                  |
| 1 | Trama Nel 2068, una navicella viene distrutta da dei detriti spaziali causando la morte di molti passeggeri. Sei anni dopo Yuri Mihalkov, uno dei sopravvissuti, è divenuto uno spazzino spaziale per ritrovare il corpo della moglie; si occupa di recuperare detriti assieme a Hachirota Hoshino ed al loro comandante Fee Carmichael. Un giorno, egli rischia la vita per recuperare finalmente la bussola della moglie ma viene salvato da Hachirota. Durante un altro recupero, Hachi si frattura la caviglia e viene portato nell'ospedale della base lunare, dove conosce il veterano Harry Roland e Nono, una ragazzina nata e cresciuta sulla Luna. Qui, Hachirota e Fee assistono al suicidio di Roland, in quanto affetto da una malattia che lo avrebbe costretto a lasciare lo spazio. Fee viene coinvolta negli attentati delle sale fumatori rivendicati dal Fronte per la Difesa dell'Universo, il quale cerca in seguito di far scontrare un satellite contro una stazione spaziale al fine di produrre una "sindrome di Kessler" ed isolare eternamente la Terra dallo spazio. Furiosa, Fee riesce a distruggere il satellite, sacrificando la propria nave raccogli-detriti, la Toy Box. Il trio fa dunque brevemente ritorno sulla Terra, dove Yuri aiuta Kyutaro Hoshino, fratello minore di Hachirota e aspirante astronauta, a manovrare i razzi che costruisce. Durante una tempesta solare, Hachi è costretto a vagare nello spazio, manifestando così un disturbo di smarrimento che potrebbe stroncare la sua carriera. Yuri e Fee lo conducono allora a visitare il motore della nave Von Braun che esplorerà Giove ed Hachi, galvanizzato, supera il proprio trauma. |                    |                  |
| 2 | 23 ottobre 2001 | ISBN 4-06-328778-5 | 17 luglio 2003   |
| 2 | Capitoli - Phase 6: L'uomo che corre (走る男?, Hashiru otoko) - Phase 7: Tanabe (タナベ?, Tanabe) - Phase extra: Storia super collaterale a Planetes (或いはそれこそが幸せの日々?, Arui wa sore koso ga shiawase no hibi) - Phase 8: Il fiore nero di nome Sakinohaka (prima parte) (サキノハカという黒い華〈前編〉?, Saki no haka toiu kuroi hana (zenpen)) - Phase 9: Il fiore nero di nome Sakinohaka (seconda parte) (サキノハカという黒い華〈後編〉?, Saki no haka toiu kuroi hana (kōhen)) - Phase 10: Uomini smarriti (惑う人達?, Madou hitotachi) - Phase 11: СПАСИБО |                    |                  |
| 2 | Trama Il direttore Werner Locksmith, ideatore della Von Braun, si reca da Hachirota per chiedergli dove poter trovare suo padre, Goro Hoshino, cui vuole affidare il comando della missione su Giove. Goro, che si è nascosto nella Toy Box 2, dice ad Hachi di voler invece tornare sulla Terra ma cambia idea quando, in seguito ad un incidente nei lavori del motore che costa la vita a centinaia di ricercatori, nota il cinismo di Locksmith. Intanto, Hachi insegna il mestiere di spazzino ad Ai Tanabe, la nuova arrivata che lo sostituirà quando il ragazzo prenderà parte alla missione su Giove. Durante le prove di selezione per prendere parte alla missione su Giove, Hachirota ed Hakim, un brillante candidato, assistono ad un attentato presso la loro struttura. Hachi comprende che è Hakim il responsabile ma non è in grado di sparargli, permettendogli di portare a termine il suo attentato alla Von Braun. Dopo sei mesi, Tanabe ed Hachimaki vengono coinvolti nel piano del Fronte per la Difesa dell'Universo volto ad uccidere Goro, il quale riesce però ad avere la meglio sui suoi inseguitori. Quando riappare Hakim, leader del Fronte, Hachi ha la meglio su di lui ma Tanabe gli impedisce di ucciderlo. Hakim rinuncia alla propria battaglia ed il Fronte diviene inattivo. Entrato a far parte dell'equipaggio per l'esplorazione di Giove, Hachi ed il suo co-pilota Leonov si schiantano sulla Luna. Hachi cerca di portare in salvo Leonov, gravemente ferito, finché non vengono raggiunti dalla Toy Box 2. Goro ed Hachi ritornano sulla Terra, dove Hachi fa visita a Leonov e viene ringraziato da sua madre. In preda ai dubbi esistenziali, Hachi viene quasi investito da un camion e finisce nel mare, dove arriva ad una conclusione metafisica a proposito del suo rapporto con lo spazio. |                    |                  |
| 3 | 23 gennaio 2003 | ISBN 4-06-328863-3 | 22 gennaio 2004  |
| 3 | Capitoli - Phase 12: Il gatto della notte (夜の猫?, Yoru no neko) - Phase 13: La città delle pale eoliche (風車の町?, Kazaguruma no machi) - Phase 14: Un ragazzo e una ragazza (おとこのコとおんなのコ?, Otoko no ko to onna no ko) - Phase 15: Il giorno del ritorno (却来の日?, Kyaku rai no hi) - Phase 16: Hachimaki (ハチマキ?, Hachimaki) - Extra phase: Un pianeta rosso, una palla bianca (赤い星、白いタマ?, Akai hoshi, shiroi tama) |                    |                  |
| 3 | Trama Hachi diventa sempre più apatico e distaccato dalla missione su Giove. Per ritrovare le proprie motivazioni, vaga lungo la Luna per una ricerca di visione, dove ha un colloquio con la sua rappresentazione di Dio. Al termine del suo percorso spirituale, egli fa ritorno all'equipaggio ma è sempre più provato e continua a perdere peso. I suoi compagni della Von Brau, guidati da Goro, cercano di farlo tornare normale tramite la pornografia ma senza successo. Preoccupata dal suo stoicismo, che rischia di far sostituire l'intero equipaggio, la collega Sally gli si concede ma Hachi si rende conto di desiderare invece Tanabe e recupera il proprio benessere. La segue pertanto sulla Terra, dove la ragazza è in vacanza, e fa la conoscenza della sua famiglia, che la adottò dopo averla trovata abbandonata all'ingresso di casa. Durante un'attività extraveicolare, Hachimaki le chiede di sposarlo prima di partire per Giove e Tanabe accetta. Assieme a Goro, i due fanno un'ultima visita alla famiglia Hoshino. L’extra phase mostra gli eventi di ventisei anni prima in cui, durante una partita di baseball su Marte, Goro percepisce la nascita del figlio sulla Terra e decide di chiamarlo Hachirota. |                    |                  |
| 4 | 23 febbraio 2004 | ISBN 4-06-328937-0 | 17 febbraio 2005 |
| 4 | Capitoli - Phase 17: Vorrei avere 100 amici (友達100人できるかな?, Tomodachi hyaku-nin dekiru ka na) - Phase 18: Come Budori Gusuko (グスコーブドリのように?, Gusukō Budori no yō ni) - Phase 19: La vita dei cani (犬の日々?, Inu no hibi) - Phase 20: Il cane domestico (飼犬?, Kaiinu) - Phase 21: Una bambina e un fallito (少女と負け犬?, Shōjo to makeinu) - Phase 22: Un cane in lacrime (泣く犬?, Naku inu) - Phase 23: Il cane che corre (疾る犬?, Shitsuru inu) - Phase 24: Il cane che abbaia (咆える犬?, Hoeru inu) - Phase 25: 45 minuti alla velocità della luce (光の速さで45分?, Hikari no hayasa de yonjū-fun) - Phase 26: What a Wonderful World |                    |                  |
| 4 | Trama Ai incontra e fa amicizia con Il Barone, un trasportatore di detriti convinto di provenire da un altro pianeta. Locksmith fa visita alla tomba di uno degli ingegneri morti nell'incidente, sacrificatosi per l'umanità. Intanto, i membri della Toy Box 2 si imbattono in una mina spaziale degli USA e Fee si lancia in azioni anti-governative per opporsi alla guerra spaziale in procinto di scoppiare. Nonostante il rifiuto di Fee, il colonnello Thunders la erge ad eroina del movimento pacifista. Tornata sulla terra, Fee rimembra la sua infanzia, trascorsa con uno zio emarginato dalla società, e cerca di essere una buona madre col proprio figlio Albert. Il capitano della Von Braun incarica Hachi di pronunciare il discorso di sbarco su Giove. Locksmith fa visita ad un prete, suo professore di ingegneria, per reclutarlo come scienziato per una missione su Saturno, ma quest'ultimo rifiuta. Hachi pronuncia il suo discorso in mondovisione, asserendo di essere soddisfatto con ciò che già possiede e rinunciando al suo sogno di possedere una nave tutta sua. |                    |                  |

## Anime

I protagonisti di Planetes, così come appaiono al termine della quarta puntata dell'anime

Nel giugno 2002 Sunrise e Bandai Visual iniziarono a discutere di una possibile coproduzione animata di genere fantascientifico. La scelta ricadde su Planetes, attento al realismo scientifico così come alla psicologia e ai drammi umani dei suoi protagonisti.
L'anime venne prodotto da Yoshitaka Kawaguchi e diretto dal regista Gorō Taniguchi, ed essendo composto da 26 episodi divenne necessario realizzare nuove puntate, mai apparse nell'opera cartacea. I produttori della serie TV decisero dunque di modificare in parte la vicenda, facendo apparire Tanabe come protagonista sin dal primo episodio della serie per poi plasmare i successivi episodi sulla sua esperienza nello spazio e sulla missione di Hachimaki a bordo della Von Braun; gli eventi conclusivi della serie hanno a loro volta uno svolgimento differente da quelli presenti nel manga.

### Colonna sonora
La colonna sonora di Planetes, musica orchestrale e corale, è composta da Kotaro Nakagawa. Frequente è l'uso del theremin e di strumenti a fiato tradizionali (Shakuhachi).
Sigla di apertura
Dive in the Sky, di Mikio Sakai
Sigle di chiusura
Wonderful Life,di Mikio Sakai (epp. 1-25)
PLANETES, di Hitomi Kuroishi (ep. 26)
Altre canzoni
A secret of the moon, di Hitomi Kuroishi (epp. vari)
Thanks my friend, di Mikio Sakai (ep. 13)

## Riferimenti, citazioni ed influenze

### Riferimenti ad altre opere
Parte dello staff di produzione dell'anime ha partecipato anche alla produzione di un'altra serie, che venne trasmessa nello stesso periodo dal network NHK, Twin Spica. Per questa ragione, si trovano alcuni velati riferimenti a quest'ultima serie all'interno di Planetes, come ad esempio:
- Il nome dell'hotel sulla stazione spaziale ISPV-7 è Hotel Spica.
- Nell'episodio 20 viene mostrato un test di isolamento che è molto simile al test di ingresso della National Space Academy in Twin Spica.
- Le capsule di salvataggio sferiche, dette "palle di salvataggio", sono presenti in entrambe le serie.

### Confronto tra anime e manga
Seppur differenti nello sviluppo della trama principale, delle sottotrame e in parte del cast di personaggi, l'anime e il manga presentano numerosi riferimenti reciproci, tra i quali:
- "Nora", la mascotte della Technora Corporation nell'anime, è originariamente l'amico alieno di Hachimaki in un suo sogno ricorrente.[15]
- Il gatto bianco che il Fronte di Liberazione Spaziale utilizza come avatar nell'anime per comunicare col Consiglio Supremo In.T.O nell'episodio 23, è la visione di Dio fatta da Hachimaki nel terzo volume del manga.
- Nell'episodio 22, parte dello staff della Sezione Detriti dell'ISPV-7 visita gli uffici della Sezione Detriti sulla Luna, e trova che il suo staff è molto simile a loro. È un riferimento al fatto che, nel manga, la Sezione Detriti di cui fanno parte i protagonisti ha base sulla Luna.
- In una striscia comica non canonica, detta yonkoma, nel manga, Tanabe viene sconfitta a pallavolo da Claire (che appare soltanto nell'anime). Tuttavia, la faccia di Claire non viene mostrata, e lei afferma che il disegnatore "Non è sicuro di disegnarla come si deve".[16]